# آی‌ان‌اس نیربیک (کی۴۱)
آی‌ان‌اس نیربیک (کی۴۱) (به انگلیسی: INS Nirbhik (K41)) یک کشتی است که طول آن ۵۶ متر (۱۸۴ فوت) می‌باشد.